# Zouzou (énekes)
Zouzou (születési neve: Danièle Jacqueline Élisa Ciarlet) (Blida, Algéria, 1943. november 29.– ) francia énekesnő, színésznő és fotómodell.

## Élete
Pályájának aktív időszaka leginkább az 1960-as és a korai 1970-es éveket foglalta magában, ebben az időszakban elsősorban yé-yé énekesként és színésznőként vált ismertté. Népszerűségének kialakulásában nagyban közrejátszott, hogy ő játszhatta Éric Rohmer Szerelem délután (L'Amour l'après-midi) című, 1972-ben bemutatott filmjének női főszerepét. Művésznevét állítólag a sajátos selypítése (franciául zézaiement) után kapta.
Fiatalon együtt járt több ismert zenésszel és színésszel, köztük Brian Jones-szal a Rolling Stonesból, Dave Davies-szel a Kinksből, Michel Taittingerrel, Jean-Paul Goude-dal, sőt még Jack Nicholsonnal is. Karrierjének további építésében azonban jelentősen akadályozta a már korán kialakult függősége a herointól és egyéb kábítószerektől, ami miatt két ízben börtönbe is került, 1992-ben és 1994-ben.
2002-2005 táján ismét visszatért a közönség elé, egy-két kisebb filmszereppel, retrospektív fellépéssel, és emlékiratainak kiadásával; 60 éves születésnapja alkalmából, 2004 elején pedig egy nagy koncertet is adott pályája legszebb éveire visszaemlékezve, ennek színhelye a párizsi Pompidou központ volt.

## Válogatott filmográfia
- Szerelem délután (1972, női főszereplőként)
- S*P*Y*S (1974, Donald Sutherlanddel, női főszereplőként)
- La Dernière Femme (1976, Ornella Mutival és Gérard Depardieuvel)
- Intervention Delta (1976, Charles Aznavourral)

## Művei
- Jusqu'à l'aube – életrajzi jegyzetek (Olivier Nicklaus-szal); Éditions Flammarion, Párizs.